# Paweł Cibicki
Paweł Cibicki (ur. 9 stycznia 1994 w Malmö) – szwedzki piłkarz polskiego pochodzenia, występujący na pozycji napastnika lub pomocnika (skrzydłowego). Od 2016 r. reprezentant Szwecji do lat 21. Wcześniej powoływany do juniorskich reprezentacji Polski dwóch kategorii wiekowych: U-19 i U-20. W 2022 roku zdyskwalifikowany przez FIFA na cztery lata za udział w „match-fixingu”.

## Przebieg kariery

### Klubowej
W kadrze I drużyny seniorskiej Malmö FF grał w latach 2013–2017, z roczną przerwą w sezonie 2016, na wypożyczeniu do Jönköpings Södra IF. W 2017 r. został graczem Leeds United. W jego barwach, na początku sezonu 2017/2018 rozegrał kilka spotkań w EFL Championship, a od 2018 r. był wypożyczany kolejno do Molde FK, IF Elfsborg oraz ADO Den Haag. W przerwie zimowej 2019/2020 przeszedł do Pogoni Szczecin.

### Reprezentacyjnej
Po dwóch spotkaniach rozegranych w „biało-czerwonych” barwach (jedno w U-19 i jedno U-20), w sierpniu 2016 r. zdecydował się na reprezentowanie Szwecji. W debiucie w kadrze U-21 – 1 września 2016, w zremisowanym 1:1 meczu z Chorwacją – strzelił gola. W 2017 r. znalazł się w kadrze na Mistrzostwa Europy U-21.

## Dyskwalifikacja
24 września 2021 został zdyskwalifikowany na cztery lata przez komisję dyscyplinarną szwedzkiej federacji piłkarskiej za udział w nielegalnym procederze match-fixingu. W sezonie 2019, w meczu szwedzkiej ekstraklasy, pomiędzy Kalmar FF i IF Elfsborg celowo otrzymał bowiem żółtą kartkę, a następnie przyjął za to pieniądze (300 tys. koron szwedzkich). Zakaz trenowania oraz uprawiania jakiegokolwiek profesjonalnego sportu będzie obowiązywał Cibickiego do 2 lutego 2025.
W 2022 roku zdyskwalifikowany przez FIFA na cztery lata za udział w „match-fixingu”.

## Życie prywatne
Jego rodzice są Polakami, zaś on sam posiada zarówno obywatelstwo szwedzkie, jak i polskie.

## Statystyki

### Klubowe
(Aktualne na dzień 20 września 2020)
| Klub                    | Sezon              | Liga               | Liga    | Liga   | Puchar kraju | Puchar kraju | Puchar ligi | Puchar ligi | Kontynentalne | Kontynentalne | Łącznie | Łącznie |
| Klub                    | Sezon              | Poziom             | Występy | Bramki | Występy      | Bramki       | Występy     | Bramki      | Występy       | Bramki        | Występy | Bramki  |
| ----------------------- | ------------------ | ------------------ | ------- | ------ | ------------ | ------------ | ----------- | ----------- | ------------- | ------------- | ------- | ------- |
| Malmö FF                | 2013               | Allsvenskan        | 7       | 0      | 3            | 1            | –           | –           | 4             | 0             | 14      | 1       |
| Malmö FF                | 2014               | Allsvenskan        | 21      | 3      | 3            | 0            | –           | –           | 7             | 0             | 31      | 3       |
| Malmö FF                | 2015               | Allsvenskan        | 9       | 3      | 4            | 0            | –           | –           | 1             | 0             | 14      | 3       |
| Jönköpings Södra (wyp.) | 2016               | Allsvenskan        | 26      | 10     | 3            | 0            | –           | –           | –             | –             | 29      | 10      |
| Malmö FF                | 2017               | Allsvenskan        | 20      | 5      | 1            | 0            | –           | –           | 1             | 0             | 22      | 5       |
| Malmö FF                | Łącznie            | Łącznie            | 57      | 11     | 11           | 1            | –           | –           | 13            | 0             | 81      | 12      |
| Leeds United            | 2017/18            | Championship       | 7       | 0      | 1            | 0            | 2           | 0           | –             | –             | 10      | 0       |
| Molde FK (wyp.)         | 2018               | Eliteserien        | 13      | 3      | 0            | 0            | –           | –           | 5             | 0             | 18      | 3       |
| IF Elfsborg (wyp.)      | 2019               | Allsvenskan        | 14      | 5      | 0            | 0            | –           | –           | 0             | 0             | 14      | 5       |
| ADO Den Haag (wyp.)     | 2019/20            | Eredivisie         | 3       | 0      | 1            | 0            | –           | –           | –             | –             | 4       | 0       |
| Pogoń Szczecin          | 2019/20            | Ekstraklasa        | 14      | 3      | 0            | 0            | –           | –           | –             | –             | 14      | 3       |
| Pogoń Szczecin          | 2020/21            | Ekstraklasa        | 4       | 0      | 1            | 0            | –           | –           | –             | –             | 5       | 0       |
| Pogoń Szczecin          | Łącznie            | Łącznie            | 18      | 3      | 1            | 0            | –           | –           | 0             | 0             | 19      | 3       |
| Łącznie w karierze      | Łącznie w karierze | Łącznie w karierze | 138     | 32     | 19           | 1            | 2           | 0           | 18            | 0             | 177     | 30      |

## Sukcesy

### Klubowe
Malmö FF
- Mistrz Szwecji (3×): 2013, 2014, 2017
- Zdobywca Superpucharu Szwecji (2×): 2013, 2014